# 阎村东站
阎村东站是一个位于中国北京市房山区西潞街道东沿村大件路，属于北京地铁房山线和燕房线的地铁换乘站。燕房线是房山线由房山新城良乡组团向燕房组团的延伸线路；为配合燕房线建设，房山线由原终点站苏庄站延伸至阎村东站，形成同站台换乘。阎村东站预留了燕房线与房山线贯通运营的条件。
阎村东站于2015年7月实现结构封顶，2017年12月30日随燕房线及房山线西延线开通而启用并实现换乘功能。本站是继北土城站、三元桥站、郭公庄站、白石桥南站、慈寿寺站之后，北京地铁第六座啟用后即為換乘站的車站之一。

## 位置
阎村东站位于西南六环内，大件路北侧、房山线阎村车辆段南侧，呈东西走向布置。房山线向东跨越京港澳高速公路连接苏庄站；燕房线向西跨越六环路连接紫草坞站。燕房线阎村北车辆段也在此处接轨。

## 车站结构
阎村东站为地上二层高架车站，六柱五跨框架结构，双岛式站台设计，车站长118米，宽36.4米，建筑高度为17.5m。一层为站厅层，二层为站台层。四条轨道中，中间两条为房山线轨道，两侧为燕房线轨道，形成同站台换乘；此外该站的站厅层付费区吊顶及站台墙面也进行了特殊设计 。
| 地上二层 站台层 |                                                                     | █ 燕房线终点站 下车站台                     |
| 地上二层 站台层 | 岛式站台，房山线右側開门、燕房线左側開门                            |                                             |
| 地上二层 站台层 | █ 房山线非跨线车往东管头南 / 跨线车往国家图书馆 ( █ 9号线) （苏庄） |                                             |
| 地上二层 站台层 | █ 房山线终点站 下车站台                                             |                                             |
| 地上二层 站台层 | 岛式站台，房山线右側開门、燕房线左側開门                            |                                             |
| 地上二层 站台层 | █ 燕房线往燕山（紫草坞）                                            |                                             |
| 地面层 站厅层   | 站厅                                                                | 票务服务、自动售票机、一卡通充值、A-B出入口 |

## 出入口
|                               |            |                          |      |  |
|                               |            |                          |      |  |
| 编号                          | 指示       | 建议前往的目的地         | 图片 |  |
| 连通 房山线 燕房线站厅        |            |                          |      |  |
| 出口 · A · 1                  | 东沿村新村 | 阎村车辆段、阎村北车辆段 |      |  |
| 出口 · A · 2 · 无障碍通道标志 | 东沿村新村 | 阎村车辆段、阎村北车辆段 |      |  |
| 出口 · B · 1                  | 大件路     |                          |      |  |
| 出口 · B · 2 · 无障碍通道标志 | 大件路     |                          |      |  |
| 註： 設有                     |            |                          |      |  |